# 오디션
오디션(audition)은 연예인 선발을 위한 시험이다. 크게 일반인을 상대로 새로운 재능의 발굴 등을 위한 오디션과, 연예인 또는 성우를 대상으로 특정 배역이나 노래의 가수 선정을 목적으로 하는 오디션으로 나뉜다.
오디션은 대개 기획사, 방송사, 제작사 등의 주최로 이루어지며, 1차 서류심사와 2차 실기심사 등 여러 단계를 거쳐 최종 선발된다. 최근에는 영상 제출, 온라인 지원 등 비대면 방식의 오디션도 확대되고 있다.

## 같이 보기
- 오디션 프로그램
- 가수
- 연기자
- 심사
- 배우
- 탤런트